# Chamaesaura macrolepis
Chamaesaura macrolepis är en ödleart som beskrevs av  Cope 1862. Chamaesaura macrolepis ingår i släktet Chamaesaura och familjen gördelsvansar.

## Underarter
Arten delas in i följande underarter:
- C. m. macrolepis
- C. m. miopropus